# Pectinodon bakkeri
Pectinodon (il cui nome significa "dente a pettine") è un genere estinto di dinosauro teropode troodontide vissuto nel Cretaceo superiore, circa 65 milioni di anni fa (Maastrichtiano), in Wyoming, Nord America. L'unica specie ascritta a questo genere è P. bakkeri (sebbene venga a volte erroneamente riferita come Troodon bakkeri), conosciuta principalmente per alcuni denti, scheletri frammentari di giovani e gusci d'uovo.

## Scoperta e classificazione
Nel 1982, Kenneth Carpenter descrisse un gran numero di denti di teropode, risalenti alla fine del Maastrichtiano della Formazione Lance del Wyoming, come la specie tipo Pectinodon bakkeri. Il nome generico, Pectinodon deriva dal latino pecten ossia "pettine", e dal greco ὀδών/odon ossia "dente", in riferimento alle dentellature a pettine sul bordo posteriore dei denti. Il nome specifico, bakkeri onora il paleontologo Robert Thomas Bakker.
L'olotipo, UCM 38445, è costituito da un lungo dente di 6,2 millimetri. I paratipi includono altri denti, una mandibola e il retro della scatola cranica.
Nel 1985, Lev Nesov nominò una seconda specie: Pectinodon asiamericanus in base al campione CCMGE 49/12176, costituito da un dente rinvenuto nella Formazione Khodzhakul, dell'Uzbekistan, risalente al Cenomaniano. Tuttavia oggi questo fossile è considerato un nomen dubium.
Nonostante sia stato storicamente considerato un sinonimo di Troodon, più specificamente della specie Troodon formosus, Philip Currie e colleghi (1990), osservarono che i fossili di P. bakkeri rinvenuti nella Formazione Hell Creek e nella Formazione Lance, differivano abbastanza da quelli di Troodon da poter rappresentare una specie a sé stante. Nel 1991, George Olshevsky assegnò i fossili della Formazione Lance, alla specie Troodon bakkeri. Nel 2011, Zanno e colleghi esaminò la storia contorta della classificazione dei troodontidi del Cretaceo superiore nordamericano. Già nel 2008, Longrich riteneva che Pectinodon bakkeri rappresentasse un genere valido e a sé stante, e notò che, probabilmente, i numerosi esemplari del Cretaceo superiore attualmente assegnati alla specie Troodon formosus, quasi certamente, rappresentano numerose nuove specie, ma per stabilire ciò sarebbero servite revisioni e studi molto più approfonditi.
Nel 2013, Currie e Derek Larson conclusero che Pectinodon bakkeri era un genere valido e a sé stante, con un areale che andava dalla Formazione Lance alla coeva Formazione Hell Creek. Alcuni denti, rinvenuti nella Formazione Dinosaur Park e risalenti al Campaniano, non essendo statisticamente differenziati da loro, probabilmente a causa di un campione sufficientemente grande, sono stati classificati come cf. Pectinodon.